# La Drôme Classic 2022
La 10.ª edición de la clásica ciclista Drôme Classic (llamado oficialmente: Drôme Classic) fue una carrera en Francia que se celebró el 27 de febrero de 2022 sobre un recorrido de 191,5 kilómetros con inicio y final en el municipio de Étoile-sur-Rhône en el departamento de Drôme y la región Ródano-Alpes.
La carrera formó parte del UCI ProSeries 2022, calendario ciclístico mundial de segunda división, dentro de la categoría UCI 1.Pro y fue ganada por el danés Jonas Vingegaard del Jumbo-Visma. Completaron el podio, como segundo y tercer clasificado respectivamente, los franceses Guillaume Martin del Cofidis y Benoît Cosnefroy del AG2R Citroën.

## Equipos participantes
Tomaron parte en la carrera 22 equipos: 11 de categoría UCI WorldTeam invitados por la organización, 6 de categoría UCI ProTeam y 5 de categoría Continental. Formaron así un pelotón de 146 ciclistas de los que acabaron 113. Los equipos participantes fueron:
| WorldTeams (11)- AG2R Citroën Team - Groupama-FDJ - Cofidis - Bora-Hansgrohe - Astana Qazaqstan Team - Lotto-Soudal - Intermarché-Wanty-Gobert Matériaux - Trek-Segafredo - Quick-Step Alpha Vinyl - Jumbo-Visma - UAE Team Emirates ProTeams (6)- TotalEnergies - B&B Hotels-KTM - Arkéa-Samsic - Alpecin-Fenix - Bingoal Pauwels Sauces WB - Uno-X Pro Cycling Team Equipos continentales (5)- Saint Michel-Auber 93 - Go Sport-Roubaix Lille Métropole - UC Nantes Atlantique - Nice Métropole Côte d'Azur - Riwal |
| |

## Clasificación final
- La clasificación finalizó de la siguiente forma:[2]

| \| Clasificación general \| Clasificación general \| Clasificación general \| Clasificación general \| Clasificación general \| \| Ciclista \| Ciclista \| Equipo \| Tiempo \| \| \| --------------------- \| --------------------- \| ---------------------------------- \| --------------------- \| --------------------- \| \| 1.º \| Jonas Vingegaard \| Jumbo-Visma \| 4 h 37 min 05 s \| \| \| 2.º \| Guillaume Martin \| Cofidis \| + 3 s \| \| \| 3.º \| Benoît Cosnefroy \| AG2R Citroën Team \| + 3 s \| \| \| 4.º \| Juan Ayuso \| UAE Team Emirates \| + 21 s \| \| \| 5.º \| Julian Alaphilippe \| Quick-Step Alpha Vinyl \| + 29 s \| \| \| 6.º \| Alexis Vuillermoz \| TotalEnergies \| + 34 s \| \| \| 7.º \| Biniam Girmay \| Intermarché-Wanty-Gobert Matériaux \| + 36 s \| \| \| 8.º \| Stefano Oldani \| Alpecin-Fenix \| + 36 s \| \| \| 9.º \| Warren Barguil \| Arkéa-Samsic \| + 36 s \| \| \| 10.º \| Mathieu Burgaudeau \| TotalEnergies \| + 38 s \| \| |                    |                                    |                 |
| |                    |                                    |                 |
| Fuente: ProCyclingStats |                    |                                    |                 |
| Clasificación general |                    |                                    |                 |
| Ciclista | Ciclista           | Equipo                             | Tiempo          |
| 1.º | Jonas Vingegaard   | Jumbo-Visma                        | 4 h 37 min 05 s |
| 2.º | Guillaume Martin   | Cofidis                            | + 3 s           |
| 3.º | Benoît Cosnefroy   | AG2R Citroën Team                  | + 3 s           |
| 4.º | Juan Ayuso         | UAE Team Emirates                  | + 21 s          |
| 5.º | Julian Alaphilippe | Quick-Step Alpha Vinyl             | + 29 s          |
| 6.º | Alexis Vuillermoz  | TotalEnergies                      | + 34 s          |
| 7.º | Biniam Girmay      | Intermarché-Wanty-Gobert Matériaux | + 36 s          |
| 8.º | Stefano Oldani     | Alpecin-Fenix                      | + 36 s          |
| 9.º | Warren Barguil     | Arkéa-Samsic                       | + 36 s          |
| 10.º | Mathieu Burgaudeau | TotalEnergies                      | + 38 s          |

## Ciclistas participantes y posiciones finales
Convenciones:
- AB-N: Abandono en la etapa "N"
- FLT-N: Retiro por llegada fuera del límite de tiempo en la etapa "N"
- NTS-N: No tomó la salida para la etapa "N"
- DES-N: Descalificado o expulsado en la etapa "N"

## UCI World Ranking
La Drôme Classic otorgó puntos para el UCI World Ranking para corredores de los equipos en las categorías UCI WorldTeam, UCI ProTeam y Continental. Las siguientes tablas son el baremo de puntuación y los diez corredores que obtuvieron más puntos:
| Posición              | 1.º | 2.º | 3.º | 4.º | 5.º | 6.º | 7.º | 8.º | 9.º | 10.º | 11.º | 12.º | 13.º | 14.º | 15.º | 16.º-30.º | 31.º-40.º |
| Clasificación general | 200 | 150 | 125 | 100 | 85  | 70  | 60  | 50  | 40  | 35   | 30   | 25   | 20   | 15   | 10   | 5         | 3         |

| Clasificación |                    |                                    |         |
| Posición      | Ciclista           | Equipo                             | General |
| ------------- | ------------------ | ---------------------------------- | ------- |
| 1.º           | Jonas Vingegaard   | Jumbo-Visma                        | 200     |
| 2.º           | Guillaume Martin   | Cofidis                            | 150     |
| 3.º           | Benoît Cosnefroy   | AG2R Citroën                       | 125     |
| 4.º           | Juan Ayuso         | UAE Emirates                       | 100     |
| 5.º           | Julian Alaphilippe | Quick-Step Alpha Vinyl             | 85      |
| 6.º           | Alexis Vuillermoz  | TotalEnergies                      | 70      |
| 7.º           | Biniam Girmay      | Intermarché-Wanty-Gobert Matériaux | 60      |
| 8.º           | Stefano Oldani     | Alpecin-Fenix                      | 50      |
| 9.º           | Warren Barguil     | Arkéa Samsic                       | 40      |
| 10.º          | Mathieu Burgaudeau | TotalEnergies                      | 35      |